# لوكاس شنيلر
لوكاس كونستانتين شنيلر (بالألمانية: Lukas Konstantin Schneller)، (من مواليد 26 أكتوبر 2001) هو لاعب كرة قدم ألماني يلعب كحارس مرمى لنادي بايرن ميونخ الثاني الألماني.

## الحياة المهنية
قدم شنيلر أول مباراة احترافية له مع بايرن ميونيخ الثاني في دوري الدرجة الثالثة الألماني يوم 28 نوفمبر 2020، بدءًا من المباراة خارج الأرض ضد هانزا روستوك، والتي انتهت بخسارة 0-2.